# Easton (Bristol)
Easton – dzielnica miasta Bristol, w Anglii, w Bristol, w dystrykcie (unitary authority) Bristol. Leży 1,4 km od centrum miasta Bristol, 49,2 km od miasta Gloucester i 171,8 km od Londynu. W 2011 dzielnica liczyła 13 541 mieszkańców.